# Ermida de São Vicente

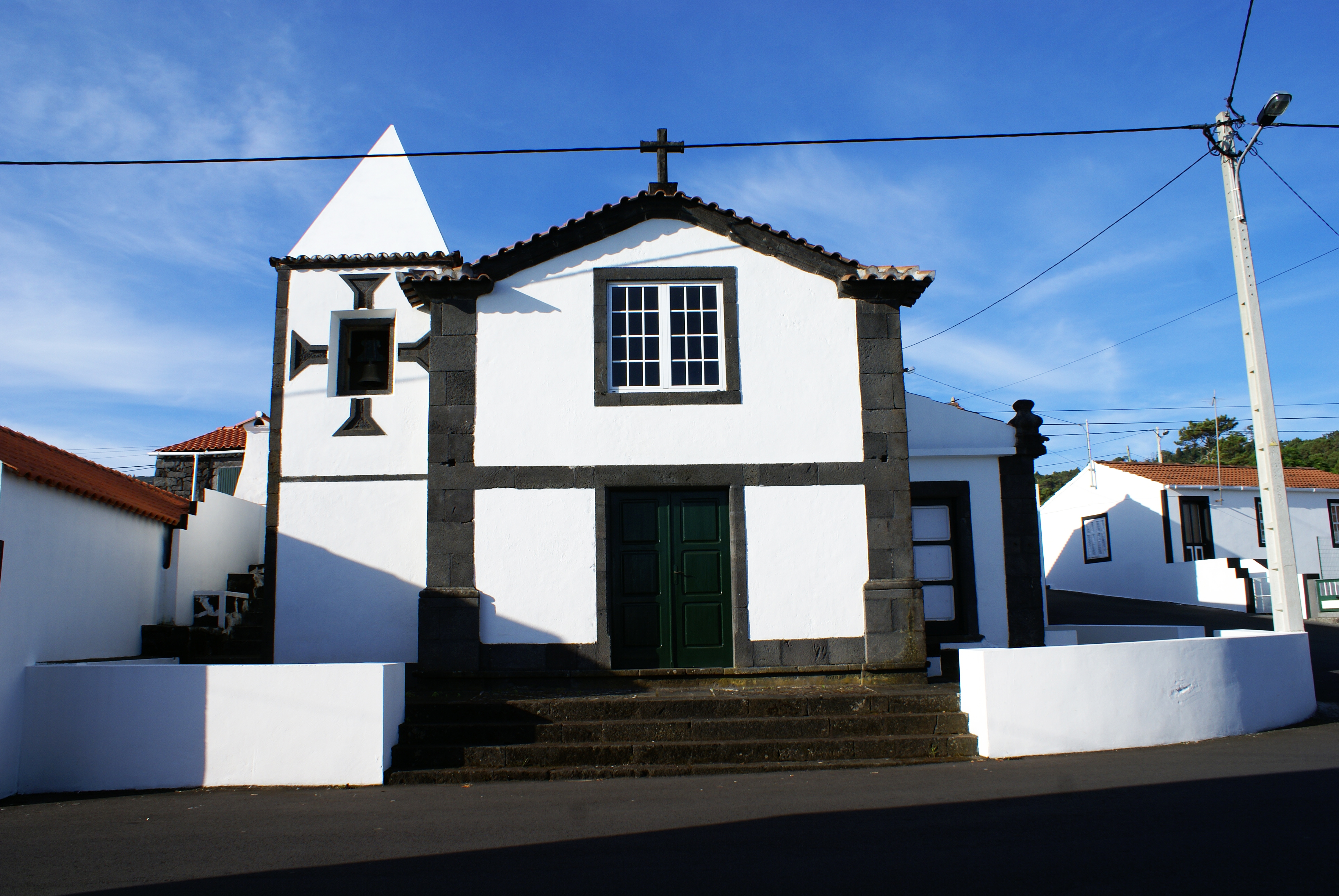
Ermida de São Vicente, fachada

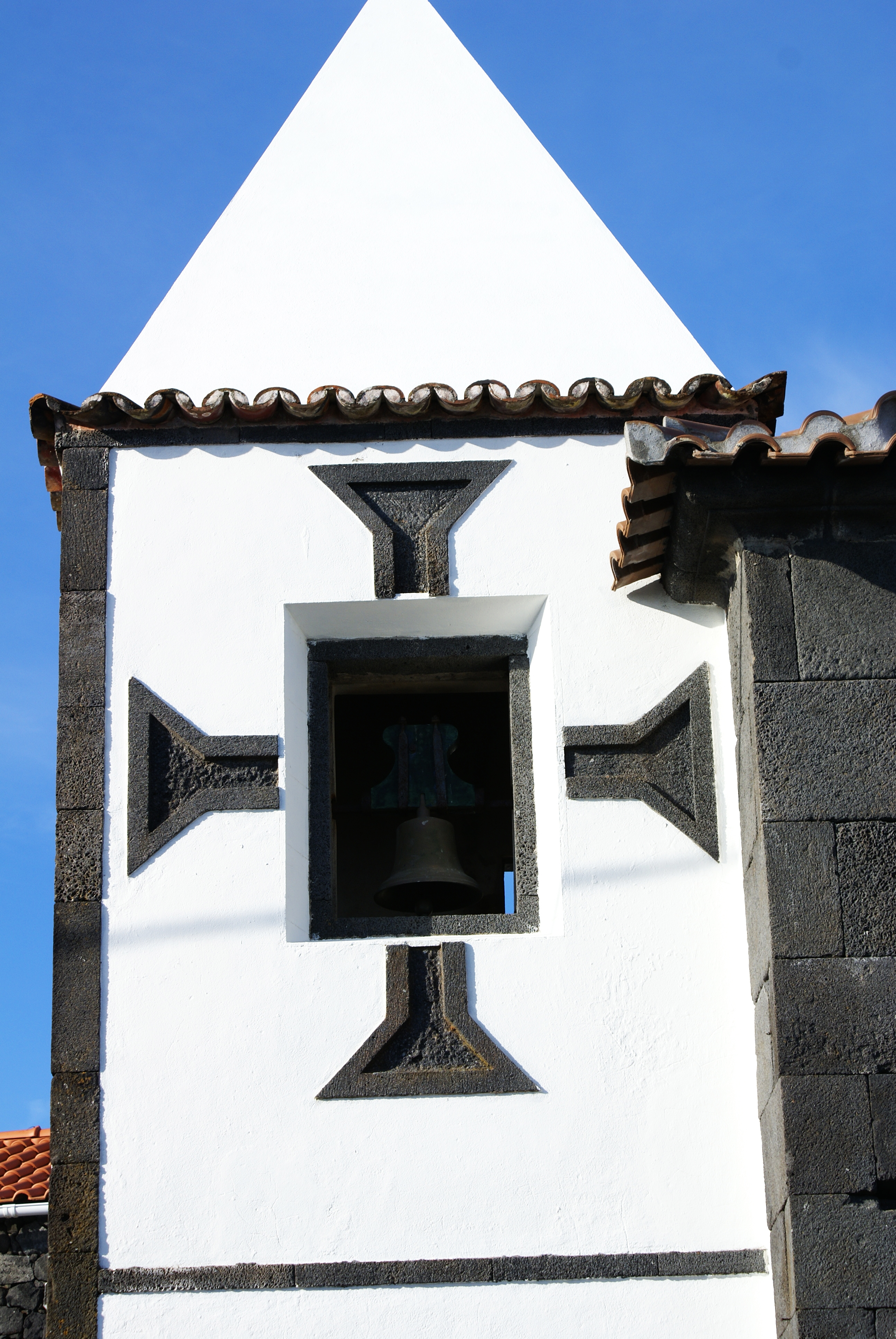
Ermida de São Vicente, pormenor da torre sineira

A Ermida de São Vicente é uma Ermida portuguesa localizada no lugar de São Vicente, freguesia da Santa Luzia, no concelho de São Roque do Pico, ilha do Pico, no arquipélago dos Açores.
A construção desta ermida ficou a dever-se à iniciativa do padre João José de Melo, então Vigário e Ouvidor da localidade de São Roque onde exerceu o seu oficio entre o ano de 1768 e o ano de 1783.
Mandou, então, erguer este templo no lugar de São Vicente, sua terra natal, dedicada ao santo do mesmo nome, pregador, no ano de 1746.
Corria o ano de 1967 procedeu-se à ampliação do corpo principal da ermida e da sacristia, tendo-se construído de raiz a actual capela-mor.
Foi também em 1967 que se subiram as paredes de modo a que fosse possível estruturar-se o coro. Mudou-se também o sino para a sineira então adaptada.
Neste mesmo ano de 1967 foi adquirida uma imagem do Imaculado Coração de Maria que recebeu como oferta uma coroa.
Dada a sua construção recente e sólida a população procurou refugio neste templo a quando da crise sísmica de 1973.
A festa do padroeiro celebra-se no domingo mais próximo de meados de Julho de cada ano.